# Anthony James Leggett
Anthony James Leggett (* 26. března 1938, Londýn) je britský fyzik a nositel Nobelovy ceny za fyziku (2003) za přínos v oblasti supravodičů. V roce 2003 byl vyznamenán rovněž Wolfovou cenou za fyziku.